# Сергеј Рижиков
Сергеј Николајевич Рижиков (рус. Сергей Николаевич Рыжиков; рођен 19. августа 1974. у Бугуљми, СССР) је потпуковник руског ратног ваздухопловства и космонаут Роскосмоса. За опитног космонаута изабран је 11. октобра 2006. године од стране агенције Роскосмос. Први пут полетео је у свемир 19. октобра 2016. летелицом Сојуз МС-02 и борави на МСС као члан Експедиција 49/50 у трајању од око шест месеци. Био је члан резервне посаде летелице Сојуз ТМА-20М. Разведен је и има једно дете - сина Ивана.